# 苏军纪念碑 (特雷普塔公园)
苏军纪念碑是位於德國柏林特雷普塔公园境內的戰爭紀念建築和軍人墳場。該建築由苏联建筑师雅科夫·别洛波尔斯基设计建造，以纪念1945年4月至5月在柏林戰役中阵亡的7000名苏联红军士兵。它于 1949年5月8日建成。